# Terratrèmol de Bhutan de 2009
El terratrèmol de Bhutan de 2009 fou un sisme ocorregut a les 14:53 hora local (08:53 UTC) del dilluns 21 de setembre de 2009 a la regió oriental del regne de Bhutan. L'epicentre estava situat a 180 quilòmetres est de la capital, Thimphu, al districte de Mongar. Tot i així, Bangladesh, Tibet i l'Índia també varen patir les conseqüències del terratrèmol, amb esquerdes en edificis de Guwahati i Assam.